# Hylaeus monostictus
Hylaeus monostictus là một loài Hymenoptera trong họ Colletidae. Loài này được Cockerell mô tả khoa học năm 1924.